# Низкотелый берикс
Низкотелый берикс, или обыкновенный берикс, или берикс-альфонсин (лат. Beryx splendens) — вид морских лучепёрых рыб из семейства бериксовых. Распространены циркумглобально, обитают в умеренных и субтропических водах на глубине от 25 до 1300 метров, чаще всего от 400 до 600 м.

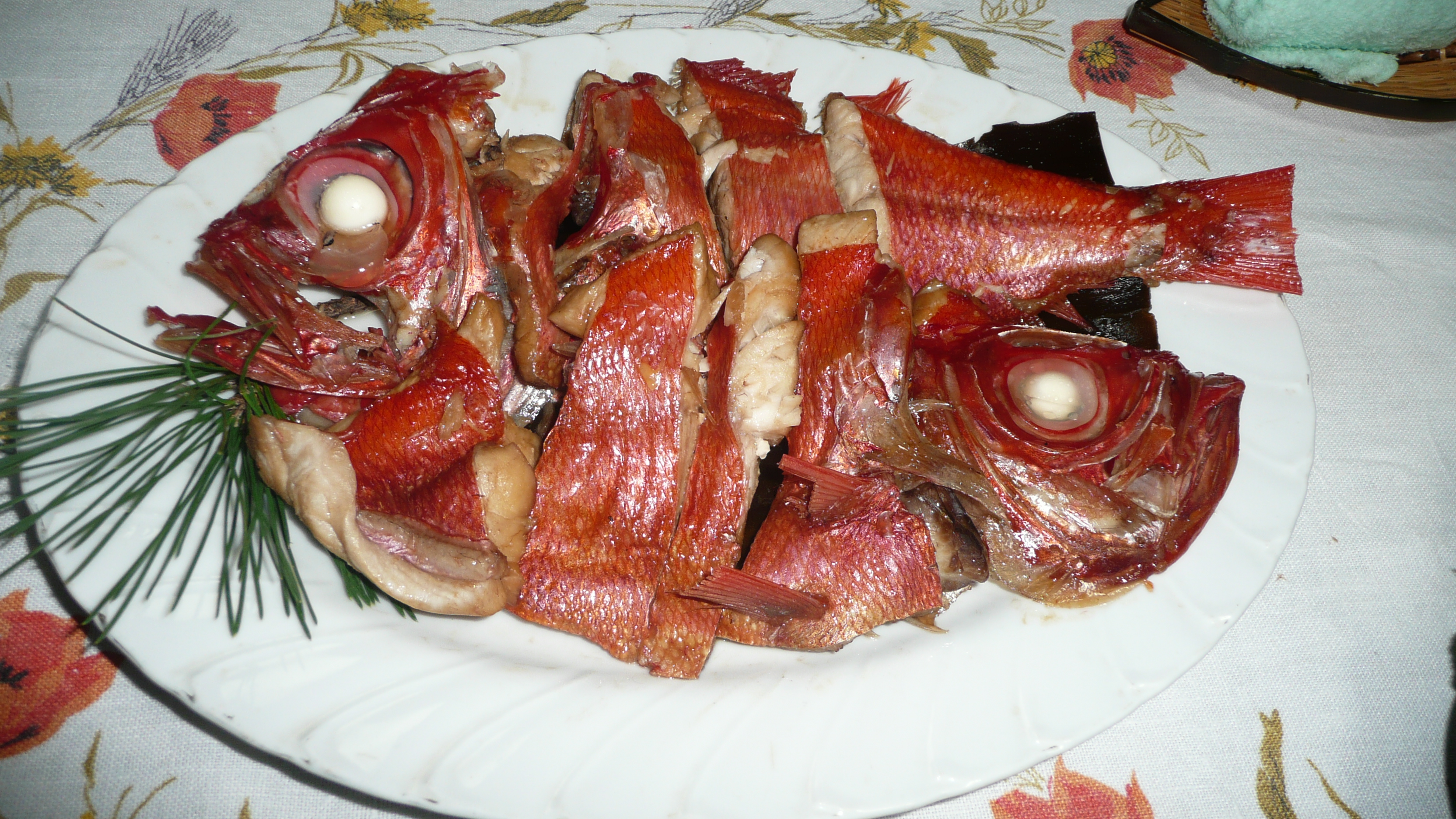
Варёный берикс

Максимальная длина тела 70 см, обычный размер — до 40 см. Цвет — красный сверху и оранжевый на брюшке, плавники ярко-красные.
Самки достигают половой зрелости при длине 28 см, а самцы — 33 см. У берегов Новой Каледонии нерестятся в летнее время с пиком в декабре—январе. Потенциальная плодовитость оценивается в 270—675 тысяч икринок.
В Японии известна как киммэдай (яп. 金目鯛, букв. «златоглазая рыба»), лучшим сезоном для её ловли считают зиму.